# Ecuación de Antoine
La ecuación de Antoine describe la relación entre la temperatura y la presión de saturación del vapor de sustancias puras. Se deduce de la relación de Clausius-Clapeyron.

## Ecuación

### Formulación actual
{\displaystyle P=10^{A-{\frac {B}{C+T}}}}
| Símbolo                     | Nombre                                                | Unidad |
| --------------------------- | ----------------------------------------------------- | ------ |
| {\displaystyle P}           | Presión                                               | mmHg   |
| {\displaystyle T}           | Temperatura                                           | °C     |
| {\displaystyle A,\ B\ y\ C} | Parámetros empíricos, específicos para cada sustancia |        |

Hay también una forma simplificada de la ecuación con C = 0 , llamado ecuación de August, en honor del físico alemán Ernst Ferdinand August (1795 - 1870):
{\displaystyle P\ =\ 10^{A-{\frac {B}{T}}}}
o
{\displaystyle \log _{10}\ P=A-{\frac {B}{T}}}
La ecuación de August describe una relación puramente lineal entre el logaritmo de la presión y la inversa de la temperatura, no tiene en cuenta la variación de la calor latente de evaporación con la temperatura, mientras que la ecuación de Antoine toma esto en cuenta. En el caso en que las variaciones no son elevadas se puede emplear la ecuación de August.
Se debe prestar especial atención al hecho de que la ecuación de Antoine no sólo depende de la unidad de medida elegido para representar las constantes A, B y C, sino también de la base del logaritmo: de hecho, dependiendo de la fuente, el logaritmo en la fórmula puede ser un logaritmo decimal (base 10) o un logaritmo natural (en base e).

### Temperatura de forma explícita
La ecuación de Antoine se puede reorganizar para poder calcular la temperatura como una función de la presión.
{\displaystyle T={\frac {B}{A-\log _{10}\,P}}-C}

### Ecuación original
Antoine utilizó la forma:
{\displaystyle \log _{10}P\ =\ A\left(D-{\frac {1000}{\theta }}\right)}
Mediante las conversiones:
| :{\displaystyle \theta \ =\ T+C_{nueva}} |
| :{\displaystyle A_{nueva}\ =\ A*D}       |
| :{\displaystyle B_{nueva}\ =\ A*1000}    |

obtenemos la forma actual.
Con los valores dados para el benceno por Antoine A = 1,1650, D = 5,8524 y C = 216 se obtiene de 80 °C, una presión de vapor del benceno de:
{\displaystyle \log _{10}P\ =\ 1,1650\left(5,8524-{\frac {1000}{80+216}}\right)}
P= 762,5 mmHg, aproximadamente la presión atmosférica.

## Rango de utilización
Por lo general, la ecuación de Antoine no se puede utilizar para describir con suficiente precisión toda la curva presión de vapor saturado desde el punto triple al punto crítico. Por lo tanto generalmente se emplean varios conjuntos de parámetros para un solo componente. Un conjunto de parámetros de baja presión para describir la curva de presión de vapor hasta el punto de ebullición normal y el segundo conjunto de parámetros se utiliza desde el punto de ebullición normal al punto crítico.  En la zona de solapamiento de los parámetros surgen inconsistencias, la aplicación en esta zona de la ecuación de Antoine es problemática.

Variación típica del ajuste de parámetros en toda la gama (datos experimentales del benceno)
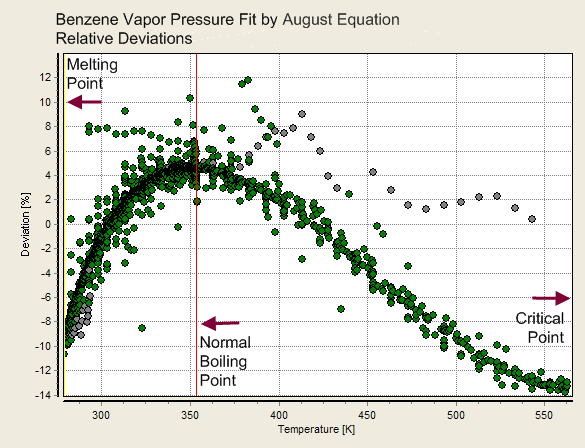
Desviación del ajuste de la ecuación de August (2 parámetros)
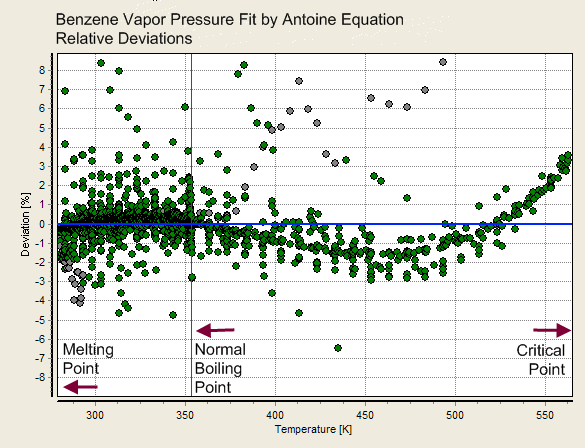
Desviación del ajuste de la ecuación de Antoine (3 parámetros)
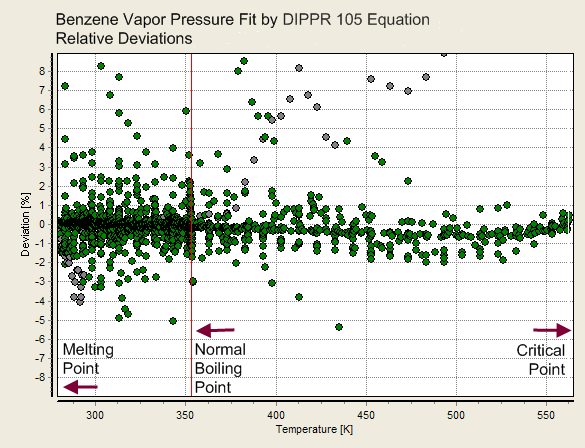
Desviación del ajuste de la ecuación de DIPPR 101 (4 parámetros)

## Ejemplo

### Parámetros
|        | A       | B       | C       | T min. °C | T max °C |
| ------ | ------- | ------- | ------- | --------- | -------- |
| Agua   | 8.07131 | 1730.63 | 233.426 | 1         | 100      |
| Agua   | 8.14019 | 1810.94 | 244.485 | 99        | 374      |
| Etanol | 8.20417 | 1642.89 | 230.300 | -57       | 80       |
| Etanol | 7.68117 | 1332.04 | 199.200 | 77        | 243      |

Las constantes se dan en °C y mmHg.

### Cálculos
Para el etanol la temperatura normal de ebullición es TB = 78,32 °C. Obteniendo:
{\displaystyle P=10^{8{,}20417-{\frac {1642{,}89}{78{,}32+230{,}300}}}=760{,}0\,\mathrm {mmHg} }
{\displaystyle P=10^{7{,}68117-{\frac {1332{,}04}{78{,}32+199{,}200}}}=761{,}0\,\mathrm {mmHg} }
(760 mmHg = 101,325 kPa = 1,000 atm = presión atmosférica normal)
Este ejemplo muestra el grave problema causado por el uso de dos conjuntos diferentes de coeficientes. La presión de vapor descrita no es continua -en el punto de ebullición normal los dos conjuntos dan resultados diferentes. Esto causa graves problemas en las técnicas computacionales que se basan en una curva de la presión continua de vapor.
Existen dos soluciones posibles: El primer enfoque utiliza un conjunto de parámetros de Antoine único más de un rango de temperatura más grande y acepta la desviación entre el aumento de las presiones de vapor calculados y reales. Una variante de este enfoque único conjunto está utilizando un conjunto de parámetros especial preparado para el rango de temperatura examinado. La segunda solución es cambiar a otra ecuación presión de vapor con más de tres parámetros. Comúnmente utilizados son simples extensiones de la ecuación de Antoine (ver abajo) o las ecuaciones de DIPPR o Wagner.

## Unidades
Los coeficientes de la ecuación de Antoine se dan normalmente en mmHg, aunque hoy en día donde el SI recomienda pascales. El uso de unidades anteriores al SI solo tiene razones históricas y se origina directamente de la publicación original de Antoine.
Sin embargo, es fácil convertir los parámetros a diferentes unidades de presión y de temperatura. Para pasar de grados Celsius a kelvins es suficiente restar 273,15 del parámetro C. Para cambiar de milímetros de mercurio a pascales es suficiente con agregar al parámetro A el logaritmo común de la división de ambas unidades:
{\displaystyle A_{\mathrm {Pa} }=A_{\mathrm {mmHg} }+\log _{10}{\frac {101325}{760}}=A_{\mathrm {mmHg} }+2.124903.}
Los parámetros para °C y mmHg del etanol
| A       | B       | C       |
| ------- | ------- | ------- |
| 8.20417 | 1642.89 | 230.300 |
se convierten en K y Pa en
| A        | B       | C      |
| -------- | ------- | ------ |
| 10.32907 | 1642.89 | -42.85 |
El cálculo del primer ejemplo con  TB = 351.47 K se convierte en
{\displaystyle \log _{10}P=10{.}3291-{\frac {1642{.}89}{351{.}47-42{.}85}}=101328\ \mathrm {Pa} .}
Una simple transformación similar se puede emplear para cambiar el logaritmo común por el logaritmo natural. Es suficiente con multiplicar los parámetros A y B por ln 10 = 2,302585.
El ejemplo de cálculo con los parámetros convertidos
| A       | B       | C      |
| ------- | ------- | ------ |
| 23.7836 | 3782.89 | -42.85 |
se convierte en
{\displaystyle \ln P=23{.}7836-{\frac {3782{.}89}{351{.}47-42{.}85}}=101332\,\mathrm {Pa} .}
(Las pequeñas diferencias en los resultados solo son causados por la limitada precisión de los coeficientes utilizados).

## Extensión de las ecuaciones de Antoine
Para superar los límites de la ecuación de Antoine se utilizan alguna simple extensión de términos adicionales:
- {\displaystyle P=\exp {\left(A-{\frac {B}{C+T}}+D\cdot T+E\cdot T^{2}+F\cdot \ln \left(T\right)\right)}}

- {\displaystyle P=\exp \left(A-{\frac {B}{C+T}}+D\cdot \ln \left(T\right)+E\cdot T^{F}\right).}

Los parámetros adicionales aumentan la flexibilidad de la ecuación y permitir la descripción de la curva de presión del vapor en todo el rango. Las formas de la ecuación prolongados puede ser reducido a la forma original igualando los parámetros adicionales D, E y F a 0.
Otra diferencia es que las ecuaciones extendidas utilizarla la función exponencial y el logaritmo natural. Esto no afecta a la forma de ecuación.
Véase también la ecuación de Wagner.